# Ha llegado Sartana
Ha llegado Sartana (también conocida en español como Vende la pistola y cómprate la tumba)  es un Spaghetti-western italiano estrenado en 1970. Dirigido por Giuliano Carnimeo, bajo su pseudónimo habitual de Anthony Ascott, está protagonizado por el uruguayo Jorge Hill, conocido en el cine como George Hilton, y 
la alemana Erika Blanc. Pertenece a la serie sobre el pistolero Sartana, inaugurada en 1968.

## Argumento
El poderoso banquero de una población minera (Piero Lulli), con la ayuda de un grupo de bandidos mexicanos, engaña continuamente a los mineros que le confían el oro encontrado fingiendo que los cargamentos son robados. Pero el habilidoso pistolero Sartana (George Hilton) presencia por casualidad uno de estos falsos robos, y se muestra interesado por el oro que atesora el banquero, para quien comenzarán los problemas a partir de entonces...

## Reparto
- Intérprete (personaje)
- George Hilton (Sartana)
- Charles Southwood (Sabbath)
- Erika Blanc (Trixie)
- Piero Lulli (Samuel Spencer)
- Linda Sini (Maldida)
- Nello Pazzafini (Mantas)
- Carlo Gaddi (Baxter)
- Aldo Barberito (Angelo)
- Marco Zuanelli (Dead Eye Golfay)
- Lou Kamante (Flint Fossit)
- Rick Boyd] (Joe Fossit)
- Gigi Bonos (Posadero)
- Gaetano Imbró
- Spartaco Conversi (Emiliano)
- Umberto Di Grazia
- Armando Calvo (Hoagy)
- Franco Fantasia
- Furio Meniconi (Romero)
- Ettore Arena
- Fortunato Arena
- John Bartha
- Paolo Figlia
- Sergio Smacchi
- Massimo Vanni

## Fechas de estreno
- País (Fecha)
- Italia	(7 de agosto de 1970)
- Alemania Occidental (26 de noviembre de 1970)
- Francia (6 de diciembre de 1972, en París)
- Suecia	(15 de enero de 1973)
- Finlandia (15 de junio de 1973)
- España	(30 de julio de 1973)

## Títulos
- C'è Sartana... vendi la pistola e comprati la bara	(Italia, título original)
- Django - die Gier nach Gold (Alemania Occidental)
- Django - schieß mir das Lied vom Sterben (Alemania Occidental)
- Django arrive, préparez vos cercueils (Francia)
- Django und Sabata - Wie blutige Geier (Alemania Occidental)
- Fistful of Lead
- Ha llegado Sartana (España, DVD)
- Hetkesi on tullut - Sartana on täällä (Finlandia)
- I Am Sartana, Trade Your Guns for a Coffin (Estados Unidos)
- Sartana kommer - sälj pistolen, köp en kista! (Suecia, IMDb display title)
- Sartana regelt je begrafenis (Países Bajos)
- Sartana's Coming, Get Your Coffins Ready (Estados Unidos)
- Sartana's Here... Trade Your Pistol for a Coffin
- Ta tsakalia tis Appaloosa (Grecia, transliteración ISO-LATIN-1)
- Vende la pistola y cómprate la tumba (España)

## Valoraciones
En IMDb, los usuarios otorgaban a la película una calificación de 6,2 sobre 10 a fecha de noviembre de 2011.